# اوتون د لا روش

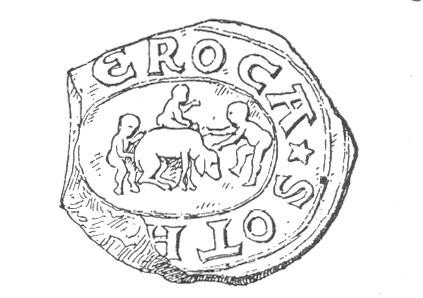
نمایی از مُهر اوتون د لا روش، اشراف‌زادهٔ بورگوندی

اوتون د لا روش (به انگلیسی: Othon de la Roche)، اشراف‌زاده بورگوندی از خاندان د لا روش که در جنگ صلیبی چهارم در ابتدای قرن ۱۳ میلادی شرکت جست و پس از آن توانست به عنوان نخستین دوک آتن در سال ۱۲۰۵ انتخاب گردد. وی افزون بر آتن، توانست در سال ۱۲۱۱ شهر تبس نیز به محدوده قلمروی خویش اضافه کند.